# Polen op het Junior Eurovisiesongfestival
Polen heeft tot op heden tien keer deelgenomen aan het Junior Eurovisiesongfestival.

## Geschiedenis

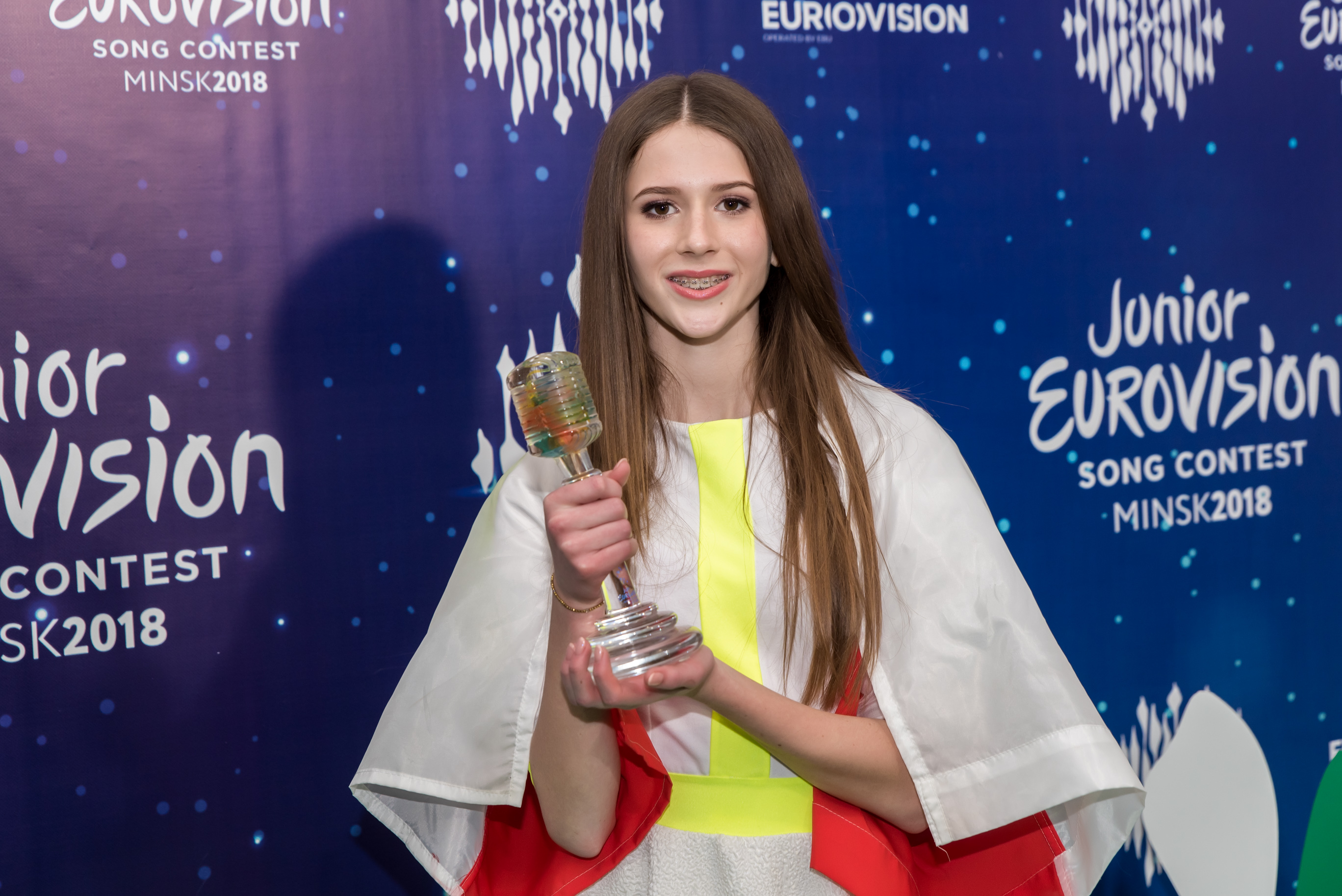
Roksana Węgiel won namens Polen het Junior Eurovisiesongfestival 2018.

Polen was een van de landen die al deelnam aan het allereerste Junior Eurovisiesongfestival in 2003. Hierbij eindigde het land meteen op de laatste plaats, iets dat in 2004 nogmaals gebeurde. Hiermee was Polen lange tijd het slechtst presterende land op het Junior Eurovisiesongfestival. Na de tweede deelname in 2004 hield het land het voor bekeken. Financiële problemen waren de oorzaak van deze beslissing.
Na elf jaar afwezigheid keerde Polen terug op het Junior Eurovisiesongfestival 2016, dat gehouden werd in Malta. De Poolse kandidaat werd gekozen via een nationale selectie en eindigde als elfde. Het jaar daarop, in 2017, werd de Poolse nationale selectie gewonnen door Alicja Rega, die in Georgië achtste werd met 138 punten. Het was de eerste keer dat Polen op het festival in de top 10 eindigde.
Op het Junior Eurovisiesongfestival 2018, gehouden in Minsk, werd Polen vertegenwoordigd door Roksana Węgiel. Haar lied Anyone I want to be werd door de jury's op de zevende plaats gezet, maar dankzij het winnen van de televoting schreef Polen het festival alsnog op zijn naam. Na de winst in 2018 werd het Junior Eurovisiesongfestival 2019 in Polen georganiseerd. Polen, vertegenwoordigd door Viki Gabor, won met 278 punten. Het was de eerste keer in de geschiedenis van het Junior Eurovisiesongfestival dat een land twee keer op rij won. Het was tevens de eerste keer dat een gastland won.

## Poolse deelnames
| Jaar | Artiest           | Lied                 | Plaats | Punten | Taal            |
| ---- | ----------------- | -------------------- | ------ | ------ | --------------- |
| 2003 | Kasia Zurawik     | Coś mnie nosi        | 16     | 3      | Pools           |
| 2004 | KWADro            | Lap zycie            | 17     | 3      | Pools           |
| 2016 | Olivia Wieczorek  | Nie zapomnij         | 11     | 60     | Pools en Engels |
| 2017 | Alicja Rega       | Mój dom              | 8      | 138    | Pools           |
| 2018 | Roksana Węgiel    | Anyone I want to be  | 1      | 215    | Pools en Engels |
| 2019 | Wiktoria Gabor    | Superhero            | 1      | 278    | Pools en Engels |
| 2020 | Alicja Tracz      | I'll be standing     | 9      | 90     | Pools en Engels |
| 2021 | Sara James        | Somebody             | 2      | 218    | Pools en Engels |
| 2022 | Laura Bączkiewicz | To the Moon          | 10     | 95     | Pools en Engels |
| 2023 | Maja Krzyżewska   | I just need a friend | 6      | 124    | Pools en Engels |
| 2024 | Dominik Arim      | All together         | 12     | 61     | Pools en Engels |
| 2025 | Marianna Kłos     |                      |        |        |                 |

| Kleur | Betekenis      |
| ----- | -------------- |
|       | Eerste plaats  |
|       | Tweede plaats  |
|       | Derde plaats   |
|       | Laatste plaats |
|       | Gastland       |

## Gegeven en gekregen punten
| Plaats | Land      | Punten |
| ------ | --------- | ------ |
| 1      | Oekraïne  | 64     |
| 2      | Georgië   | 54     |
| 3      | Australië | 45     |
| 4      | Spanje    | 41     |
| 5      | Armenië   | 40     |

| Plaats | Land      | Punten |
| ------ | --------- | ------ |
| 1      | Malta     | 48     |
| 2      | Ierland   | 44     |
| 2      | Oekraïne  | 44     |
| 4      | Nederland | 41     |
| 5      | Spanje    | 40     |

## Twaalf punten
(Een vetgedrukte editie betekent dat het land die editie won.)
| Aantal | Land        | Edities            |
| ------ | ----------- | ------------------ |
| 2      | Georgië     | 2017 (J), 2022 (J) |
| 2      | Oekraïne    | 2018 (J), 2024 (J) |
| 2      | Wit-Rusland | 2003, 2020 (J)     |
| 1      | Armenië     | 2021 (J)           |
| 1      | Bulgarije   | 2016 (J)           |
| 1      | Frankrijk   | 2023 (J)           |
| 1      | Italië      | 2016 (K)           |
| 1      | Kazachstan  | 2019 (J)           |
| 1      | Spanje      | 2004               |

| Aantal | Land       | Edities            |
| ------ | ---------- | ------------------ |
| 2      | Ierland    | 2017 (J), 2021 (J) |
| 1      | Armenië    | 2016 (K)           |
| 1      | Duitsland  | 2021 (J)           |
| 1      | Frankrijk  | 2018 (J)           |
| 1      | Kazachstan | 2019 (J)           |
| 1      | Spanje     | 2019 (J)           |

## Festivals in Polen
| Jaar | Plaats   | Zaal          | Presentatoren                                              |
| ---- | -------- | ------------- | ---------------------------------------------------------- |
| 2019 | Gliwice  | Arena Gliwice | Ida Nowakovska, Aleksander Sikora en Roksana Węgiel        |
| 2020 | Warschau | TVP-studio's  | Ida Nowakovska, Rafał Brzozowski en Małgorzata Tomaszewska |

2003 · 2004 · 2005-2015 · 2016 · 2017 · 2018 · 2019 · 2020 · 2021 · 2022 · 2023 · 2024